# (5532) Ichinohe
(5532) Ichinohe es un asteroide perteneciente al cinturón de asteroides descubierto el 14 de febrero de 1932 por Karl Wilhelm Reinmuth desde el Observatorio de Heidelberg-Königstuhl, Alemania.

## Designación y nombre
Designado provisionalmente como 1932 CY. Fue nombrado Ichinohe en memoria de Naozo Ichinohe, instructor en la Universidad de Tokio y astrónomo en el Observatorio de Tokio. Fue pionero de astrofísica en Japón. Estudió con E. B. Frost, E. E. Barnard y S. W. Burnham durante 1905-1907 en el Observatorio Yerkes, donde midió las velocidades radiales de algunos binarios espectroscópicos. Dejó unas 12000 observaciones visuales de estrellas variables (incluidas tres estrellas descubiertas por él mismo) que se llevaron a cabo en los EE. UU. y Japón. Insistió en la necesidad de un gran telescopio en Japón. También fue pionero del periodismo científico en Japón. Después de retirarse de la Universidad de Tokio, fue editor de la revista mensual "Gendai no Kagaku", que fundó sobre el modelo de la "Nature".

## Características orbitales
Ichinohe está situado a una distancia media del Sol de 3,125 ua, pudiendo alejarse hasta 3,540 ua y acercarse hasta 2,709 ua. Su excentricidad es 0,132 y la inclinación orbital 1,176 grados. Emplea 2017,84 días en completar una órbita alrededor del Sol.

## Características físicas
La magnitud absoluta de Ichinohe es 12,6. Tiene 17,929 km de diámetro y su albedo se estima en 0,044. 